# Marathon van Antwerpen 2012
De marathon van Antwerpen 2012 werd gelopen op zondag 22 april 2012. Het was de 24e editie van deze marathon. 
Bij de mannen was de Keniaan Paul Kiprop het sterkst; hij passeerde de streep na 2:15.38. Bij de vrouwen bleef niemand onder de drie uur en ging de winst naar de Belgische Ange Dammen in 3:01.59.
De marathon was een onderdeel van de Antwerp 10 Miles.

## Uitslagen

### Snelste mannen
| rang   | naam                     | land | tijd    |
| ------ | ------------------------ | ---- | ------- |
| Goud   | Paul Kiprop              | KEN  | 2:15.38 |
| Zilver | Lander Van Droogenbroeck | BEL  | 2:16.49 |
| Brons  | Florent Caelen           | BEL  | 2:22.53 |
| 4      | Tim Stessens             | BEL  | 2:23.24 |
| 5      | Eric Kering              | KEN  | 2:27.53 |
| 6      | Ralf Preibisch           | NED  | 2:38.51 |
| 7      | Maarten Van Der Donck    | BEL  | 2:39.11 |
| 8      | Wout Moreel              | BEL  | 2:39.32 |
| 9      | Nid Rumphakwaen          | BEL  | 2:41.48 |
| 10     | Bart Catteau             | BEL  | 2:42.40 |

### Snelste vrouwen
| rang   | naam                 | land | tijd    |
| ------ | -------------------- | ---- | ------- |
| Goud   | Ange Dammen          | BEL  | 3:01.59 |
| Zilver | Kelly Willis         | BEL  | 3:03.13 |
| Brons  | Sophie van Biervliet | BEL  | 3:08.00 |
| 4      | Mieke Dupont         | BEL  | 3:09.42 |
| 5      | Chantal Marzocchi    | ITA  | 3:13.17 |

1980 ·
1981 ·
1982 ·
1983 ·
1984 ·
1985 ·
1986 ·
1987 ·
1988 ·
1989 ·
1990 ·
1991 ·
1992 ·
1993 ·
1994 ·
1995 ·
1996 ·
1997 ·
1998 ·
1999 ·
2000 ·
2001 ·
2002 ·
2003 ·
2004 ·
2005 ·
2006 ·
2007 ·
2008 ·
2009 ·
2010 ·
2011 · 
2012 ·
2013 ·
2014 ·
2015 ·
2016 ·
2017 ·
2018 ·
2019 ·
2020 ·
2021 ·
2022 ·
2023